# Gerard Gustaaf Muller

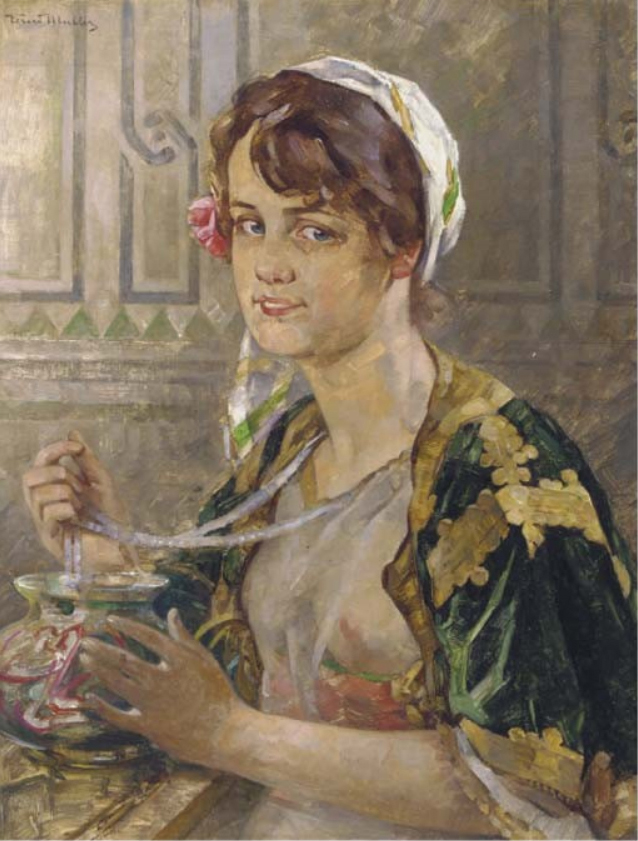
Schickes Kleid

Gerard Gustaaf Muller (* 20. Januar 1861 in Amsterdam; † 26. März 1929 ebenda) war ein niederländischer Maler, Zeichner und Aquarellist.
Müller studierte 4 Jahre lang an der Rijksakademie van beeldende kunsten in Amsterdam unter der Leitung von August Allebé, Sybrand Altmann und Barend Wijnveld und weitere 4 Jahre lang an der Koninklijke  Academie voor Schone Kunsten van Antwerpen unter der Leitung von Charles Verlat. 
Er lebte und arbeitete in Antwerpen, Brüssel, Amsterdam bis 1900, Spanien 1900, Ruurlo 1900, Amsterdam bis 1907, Rom bis 1908, Amsterdam bis 1913, Turin 1913, Italien 1913, Paris bis 1914, Amsterdam bis 1920, Marokko 1920, und ließ sich in Amsterdam nieder.
Er war Mitglied und Vorstandsmitglied von Arti et Amicitiae in Amsterdam.